# Cristián III de Dinamarca
Cristián III (Schleswig, 12 de agosto de 1503-Koldinghus, 1 de enero de 1559) fue rey de Dinamarca y de Noruega entre 1534 y 1559. Era el hijo mayor de Federico I y de Ana de Brandeburgo.
Educado en la confesión luterana, se enfrentó al clero católico de su país. Tuvo que lidiar, en una guerra civil, con sus enemigos políticos, que se oponían a la Reforma protestante y pretendían colocar en el trono a su primo, el depuesto rey Cristián II. Victorioso, se convirtió en un monarca fuerte, confiscó las propiedades de la Iglesia y reactivó las finanzas del reino.

## Primeros años
Cristián era el mayor de los hijos del matrimonio de Federico I y de su primera esposa, Ana de Brandeburgo. Entonces su padre era príncipe de Dinamarca y duque de Schleswig y Holstein. Fue educado con profesores protestantes. Su primer institutor, Wolfgang von Utenhof, y su tutor, Johann Rantzau, fueron defensores a ultranza de la Reforma protestante. En 1521, Cristián viajó a Alemania y estuvo presente en la dieta de Worms, donde conocería a Martín Lutero, cuyo pensamiento influiría definitivamente en su vida.
De regreso a Dinamarca, se encontró con que su padre había sido elegido nuevo rey en sustitución de Cristián II, quien era primo de Cristián. El primer servicio público del joven príncipe fue la rendición de Copenhague, ciudad que se mantenía fiel al exiliado Cristián II.
Sus inclinaciones luteranas no fueron bien recibidas por el Consejo real, cuyos miembros eran mayoritariamente católicos, ni por su padre, que mantenía una política cautelosa. Con todo, fue lugarteniente de los ducados de Schleswig y Holstein en 1526 y virrey de Noruega en 1529. Demostró una notable capacidad administrativa y comenzó la introducción de la Reforma en los ducados, pese a la oposición de los obispos. La facción católica, confrontada con el príncipe, intentó favorecer en la sucesión al hermano menor de este, Juan. A la muerte de Federico I en enero de 1533, la mayoría de los miembros del Consejo real se negó a nombrar a Cristián como sucesor, y la elección tuvo que postergarse por un año. En ese período, Dinamarca y Noruega estuvieron sin rey. Se llegó a barajar que su primo, el depuesto Cristián II, entonces prisionero en un castillo, podía volver al trono.

## Rey de Dinamarca y Noruega
En 1534, Cristián III fue nombrado rey por la nobleza de Jutlandia. Este evento desencadenó la Guerra del Conde. Por un lado, se alinearon los obispos católicos, las ciudades de Malmö y Copenhague, el conde Cristóbal de Oldemburgo y la ciudad de Lübeck. Cristián III, por su parte, recibió el apoyo de Suecia. En un principio, Cristián y sus seguidores consiguieron controlar Jutlandia; en septiembre de 1534 se produjo una rebelión campesina liderada por Skipper Clement en la península, que, sin embargo, logró ser sofocada.
En la primavera de 1535, el ejército de Cristián derrotó al de Lübeck en Fionia, y al mismo tiempo una flota dano-sueca venció a la armada de Lübeck en la batalla de Svendborgsund. El 29 de julio de 1536, Cristián III hizo su entrada en Copenhague, reuniendo nuevamente a Dinamarca en un reino. La facción católica era, sin embargo, aún muy fuerte, y el rey procedió a un golpe de Estado el 12 de agosto de 1536: fueron arrestados tres obispos católicos, en parte por la oposición de estos a la Reforma, y en parte porque la confiscación de los bienes de la Iglesia católica sería de ayuda para pagar la fuerte deuda del Estado. Con las felicitaciones del propio Lutero, la Reforma fue instaurada definitivamente en Dinamarca.
En 1537 el rey de Dinamarca (reino al cual pertenecía la isla), Cristián, promulgó la orden con la cual el luteranismo se introducía como religión de Estado en sus dominios. Algunas diócesis, como las de Islandia, se negaron a aceptarlo, por lo que se envió en 1541 una fuerza militar para someter a Islandia, siendo capturado el obispo Jón Arason en 1550 y decapitado junto a dos de sus hijos. La expansión del luteranismo también incluía el embargo de propiedades de la Iglesia católica.
Supo conducir por buen camino su gobierno y llevar a Dinamarca, arruinada tras la guerra civil, a un período de prosperidad nunca antes alcanzado.
En Noruega, el Consejo real estaba dividido en lo relativo a la sucesión de Federico I. En el norte, el arzobispo de Nidaros, Olav Engelbrektsson, se opuso a reconocer a un rey luterano y reunió los medios necesarios para una confrontación inminente. Cuando la Guerra del Conde terminó con la victoria total de Cristián III, éste envió fuerzas militares a Noruega, y el arzobispo Olav tuvo que abandonar el país. Tras reconocer como su rey a Cristián en 1539, el Consejo real noruego se disolvió y Noruega perdió su independencia.

## Política exterior

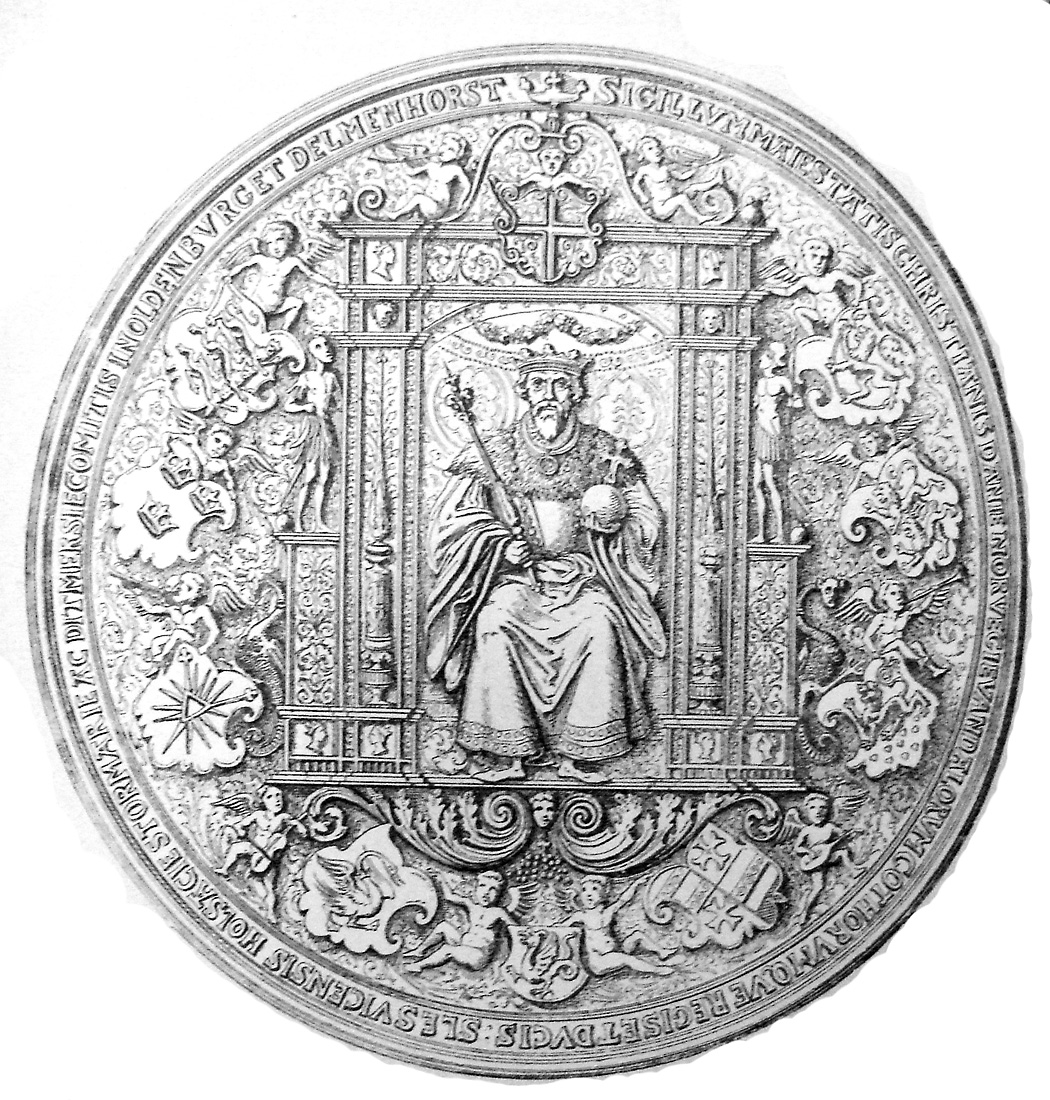
Sello real de Cristián III.

En la política exterior, Cristián III se alió con los príncipes protestantes alemanes, como contrapeso a la hostilidad del emperador Carlos V, quien apoyaba a sus sobrinas Dorotea y Cristina -hijas de Cristián II- en sus reivindicaciones al trono dano-noruego. La guerra contra el emperador estalló en 1542. El rey ordenó el cierre de los estrechos daneses al tránsito comercial de los buques neerlandeses. Presionado por esa causa en los Países Bajos, Carlos V se vio obligado a firmar la paz en la dieta de Espira el 23 de mayo de 1544. La política exterior posterior de Cristián fue delimitada por la paz de Espira: evitó complicaciones en el extranjero, rechazando participar en la Liga de Esmalcalda en 1546; sirvió de mediador entre el emperador y Sajonia después de la caída de Mauricio de Sajonia en 1553, y contribuyó a la conclusión de la paz.
Cristián III falleció en Koldinghus el Año Nuevo de 1559 y sus restos fueron sepultados en la Catedral de Roskilde.

## Familia
Cristián III se casó en 1525 con Dorotea de Sajonia-Lauenburgo. El matrimonio tuvo cinco hijos:
- Ana (1532-1585), consorte del príncipe elector Augusto de Sajonia.
- Federico (1534-1588), rey de Dinamarca y de Noruega.
- Magnus (1540-1583), rey de Livonia.
- Juan (1545-1622), duque de Schleswig-Holstein-Sonderburg.
- Dorotea (1546-1617), consorte del duque Guillermo de Brunswick-Luneburgo.

| Predecesor: Federico I | Rey de Dinamarca y de Noruega 1534-1559 | Sucesor: Federico II |